# Sounds de Nashville
Les Sounds de Nashville (en anglais : Nashville Sounds) sont une équipe de ligue mineure de baseball basée à Nashville dans le Tennessee. Affiliés depuis 2021 à la formation de MLB des Brewers de Milwaukee, les Sounds jouent au niveau Triple-A en Ligue internationale. Fondée en 1978 comme formation de Double-A, les Sounds jouent en Triple-A depuis 1985. Ils ont joué au Herschel Greer Stadium (10 139 places) de 1978 à 2014. Depuis 2015, ils jouent au First Horizon Park (10 000 places).

## Histoire
Les Sounds de Nashville sont créés en 1978 au sein de la Southern League en Double-A. Ils remportent le titre en 1979 et 1982 avant de rejoindre le niveau Triple-A en intégrant l'Association américaine en 1985. Ils rejoignent la Ligue de la côte du Pacifique en 1998 à la suite de l'arrêt de l'Association américaine. En PCL, les Sounds enlèvent le titre en 2005. Ils ont rejoint la Ligue internationale en 2021.

## Palmarès
- Finaliste de la Ligue internationale (AA) : 2022
- Champion de la Ligue de la côte du Pacifique (AAA) : 2005
- Finaliste de la Ligue de la côte du Pacifique (AAA) : 2003
- Finaliste de l'Association américaine (AAA) : 1990, 1993, 1994
- Champion de la Southern League (AA) : 1979, 1982
- Finaliste de la Southern League (AA) : 1981

## Galerie

Logo de 1998 à 2014
Logo de 2015 à 2018
Logo depuis 2019